# Gran Premio Dino Ferrari
Il Gran Premio Dino Ferrari è stato una gara di Formula 1, non valida per il campionato mondiale, disputata domenica 16 settembre 1979, sul circuito di Imola.
La gara venne vinta dall'austriaco Niki Lauda su Brabham-Alfa Romeo; per il vincitore si trattò del secondo, e ultimo, successo in una gara non titolata. Precedette sul traguardo l'argentino Carlos Reutemann su Lotus-Ford Cosworth e il sudafricano Jody Scheckter su Ferrari. Fu l'ultima gara a cui partecipò Lauda prima del primo suo ritiro dalle competizioni ed è, a tutt'oggi, l'ultima vittoria per una vettura motorizzata Alfa Romeo in F1. È stato anche l'ultimo gran premio di Formula 1, non valido quale prova iridata, disputato in Italia.
Esso fu, a tutti gli effetti, la prova generale per il nuovo tracciato permanente di Imola, omologato pochi mesi prima e destinato ad alternarsi ogni due anni a Monza, dal 1980, nell'organizzazione del Gran Premio d'Italia; ma già dal 1981 Monza ridivenne la sede del Gran Premio italiano, e Imola fu destinata a sede di gara del Gran Premio di San Marino.

## Vigilia

### Aspetti tecnici
La gara si disputò sul tracciato di Imola, denominato in onore di Dino Ferrari, e sito in una zona oltre il Santerno, un fiume a sud della cittadina. La pista lunga poco più di 5 chilometri, sarebbe stata affrontata per 40 giri, per un totale poco superiore ai 200 km. Il circuito, ancora temporaneo, venne trasformato nell'inverno precedente in permanente e inaugurato il 2 dicembre 1978, pur in presenza di un gruppo di cittadini imolesi che aveva proposto un esposto alla Procura della Repubblica di Bologna contro la trasformazione del tracciato in un circuito permanente.
La Brabham presentò per l'ultima volta il modello BT48, e per l'ultima volta la scuderia di Bernie Ecclestone si rifornì con motori dell'Alfa Romeo.

### Aspetti sportivi

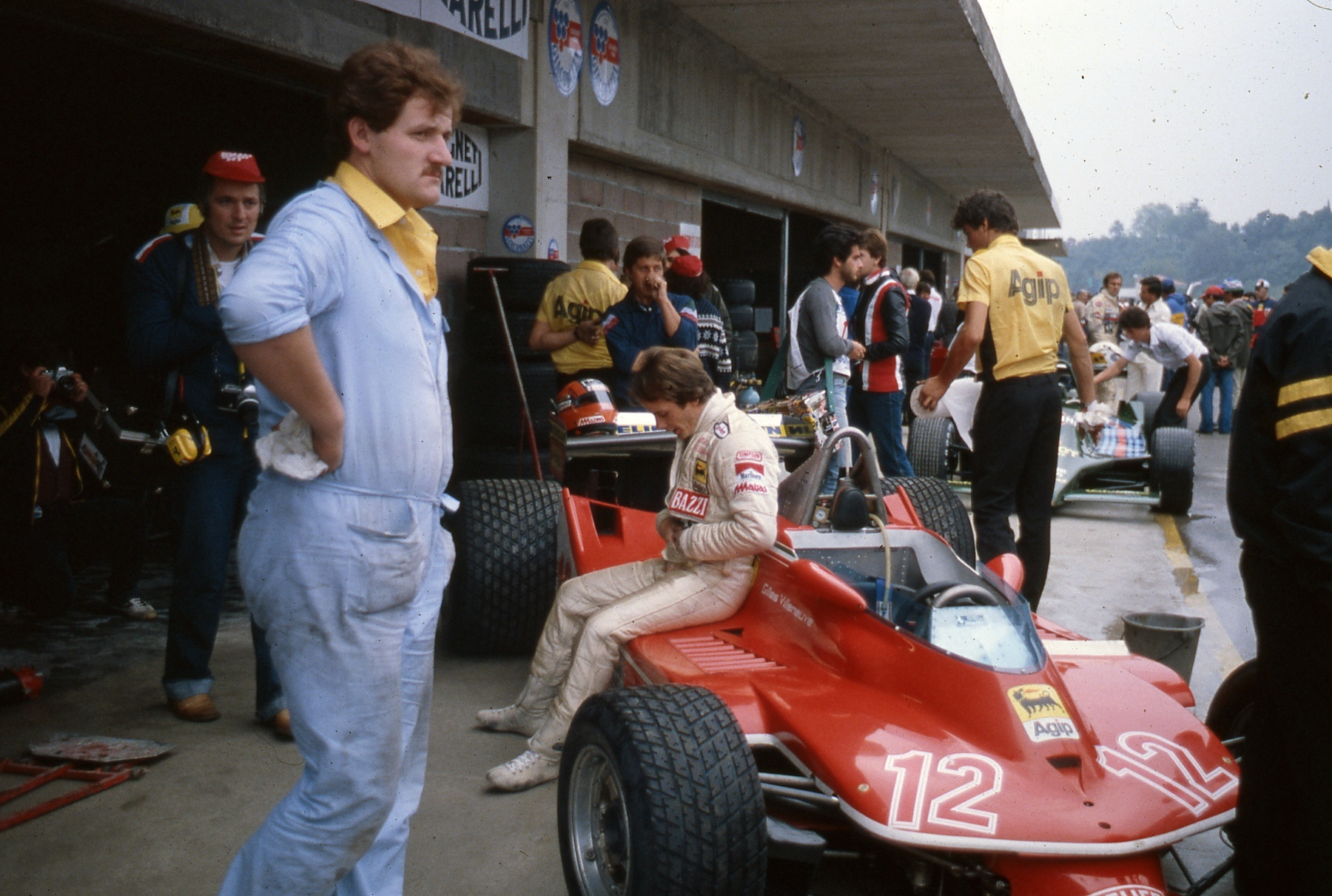
Una pausa del weekend di gara, con Gilles Villeneuve seduto sulla sua 312 T4.

La gara venne dedicata alla memoria di Dino Ferrari, figlio di Enzo, deceduto nel 1956, a soli 24 anni, per distrofia muscolare.
Il tracciato ospitava per la seconda volta nella sua storia una gara di F1, dopo il Gran Premio d'Imola 1964, vinto da Jim Clark su Lotus-Climax. L'idea di riportare la massima formula sul tracciato romagnolo era stata lanciata, già nel 1977, da Enzo Ferrari che aveva proposto la creazione di un Torneo europeo di F1, basato di dieci gare e riservato a piloti non iscritti nel mondiale, che avrebbe dovuto comprendere la Coppa Europa F.1 Dino Ferrari, gara da tenersi sul circuito di Imola il 25 settembre di quell'anno. A seguito della defezione di molte scuderie britanniche e dell'abbandono del progetto del Torneo d'Europa da parte della CSI, l'Automobile Club di Bologna annunciò il 20 settembre la cancellazione della corsa a Imola.
Il 26 ottobre 1978 l'Automobile Club di Bologna annunciò l'accordo con Bernie Ecclestone, capo della FOCA, per la disputa di un Gran Premio a Imola, per tre stagioni. Ciò provocò la reazione dell'ACI, che si considerava l'unico soggetto intitolato per chiudere un tale accordo, così come dalla Commissione Sportiva Internazionale, unico ente predisposto per l'omologazione dei circuiti. La CSI inoltre comunicò che la scelta definitiva della sede sarebbe spettata all'ACI.
Solo successivamente ipotizzata la possibilità che in uno dei due autodromi potesse essere organizzata una gara non valida per il campionato.
Il 13 aprile 1979 vi fu un accordo per tenere il Gran Premio d'Italia a Monza e svolgere una gara fuori campionato a Imola, che a sua volta, avrebbe ospitato il Gran Premio nazionale nel 1980, anche se tale accordo venne criticato dall'AC Firenze, che avrebbe voluto l'inserimento anche dell'Autodromo del Mugello nell'alternanza fra circuiti e dalla Commissione Sportiva Automobilistica Italiana, che si considerava l'unico ente intitolato per la scelta e che appoggiò la proposta dell'AC Firenze. Questa possibile alternanza a tre circuiti venne bocciata dalla FOCA.

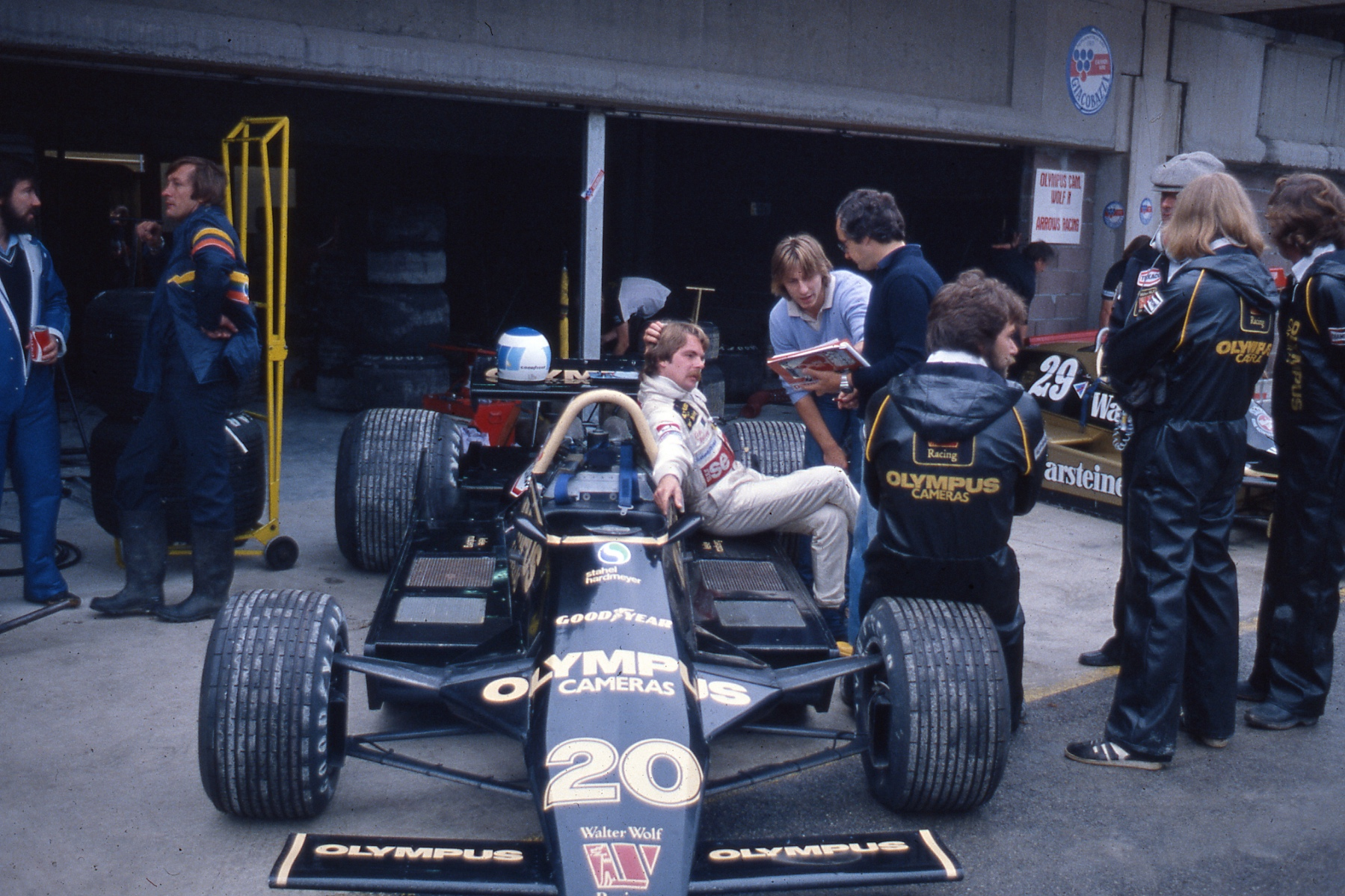
Keke Rosberg ai box sulla sua Wolf WR7

Il 28 giugno Bernie Ecclestone visitò l'Autodromo nazionale di Monza e dette il benestare alle modifiche proposte dagli organizzatori al fine di rendere più sicura la pista. Ciò permise di confermare la disputa del Gran Premio d'Italia sulla pista brianzola. In agosto venne raggiunto l'accordo definitivo tra la FOCA e gli organizzatori di Imola per lo svolgimento del Gran Premio non valido per il campionato, da tenersi la settimana successiva a quello d'Italia; in quell'appuntamento la Scuderia Ferrari si era aggiudicata poi matematicamente la Coppa Costruttori, e il suo pilota, Jody Scheckter, aveva ottenuto il titolo piloti.
Fu la prima gara di F1, non valida per il campionato mondiale, che si disputò in Italia dal 1972, col Gran Premio Repubblica Italiana. La gara fu trasmessa in diretta televisiva in Italia dalla Rete Due. Al sabato Reutemann, che correva con la Lotus, preannunciò il possibile passaggio a una nuova scuderia, per l'anno 1980.
Nelle prove libere dei giorni precedenti alla gara il miglior tempo venne fatto segnare da Gilles Villeneuve su Ferrari in 1'35"1, due secondi meno del record ufficioso detenuto da Carlos Reutemann in 1'37"3. Anche al venerdì prima della gara la pista venne utilizzata per dei test. Il più rapido risultò Vittorio Brambilla dell'Alfa Romeo in 1'38"04.

## Piloti e scuderie
Diciannove furono i piloti iscritti all'evento. La Scuderia Ferrari e l'Alfa Romeo furono gli unici due team del mondiale a iscrivere i due piloti titolari. La presenza di Jody Scheckter era però legata all'assenza di danni alle monoposto, che erano in preparazione per il Gran Premio del Canada. Iscrissero due piloti anche il Team Agostini, che non partecipava al mondiale, per Giacomo Agostini e Gimax, e la Shadow, che sostituì Jan Lammers con Beppe Gabbiani. Anche la Copersucar-Fittipaldi non portò Emerson Fittipaldi ma l'altro brasiliano Alex-Dias Ribeiro.
Tra gli iscritti poi non parteciparono Hans-Joachim Stuck, dell'ATS, Jean-Pierre Jabouille della Renault e Jacques Laffite della Ligier. Laffite, come altri piloti del mondiale, era impegnato in alcuni test sul circuito di Watkins Glen, in vista del Gran Premio degli Stati Uniti d'America-Est.
Beppe Gabbiani, che prese parte all'evento con una Shadow, inizialmente era stato indicato all'Arrows, così come si prospettarono gli esordi in F1 per gli argentini Ricardo Zunino alla Brabham e Miguel Ángel Guerra alla Copersucar-Fittipaldi, che poi non avvennero.

### Tabella riassuntiva
I seguenti piloti e team risultarono iscritti alla gara:
| Team                             | Telaio                           | Gomme | Nr. | Pilota                |
| -------------------------------- | -------------------------------- | ----- | --- | --------------------- |
| Martini Team Lotus               | Lotus 79-Ford Cosworth DFV       | G     | 2   | Carlos Reutemann      |
| Candy Tyrrell Team               | Tyrrell 009-Ford Cosworth DFV    | G     | 4   | Jean-Pierre Jarier    |
| Parmalat Racing Team             | Brabham BT48-Alfa Romeo          | G     | 5   | Niki Lauda            |
| Marlboro Team McLaren            | McLaren M28-Ford Cosworth DFV    | G     | 8   | Patrick Tambay        |
| ATS Wheels                       | ATS D3- Ford Cosworth DFV        | G     | 9   | Hans-Joachim Stuck    |
| Scuderia Ferrari                 | Ferrari 312 T4B                  | M     | 11  | Jody Scheckter        |
| Scuderia Ferrari                 | Ferrari 312 T4                   | M     | 12  | Gilles Villeneuve     |
| Copersucar                       | Fittipaldi F5A-Ford Cosworth DFV | G     | 14  | Alex-Dias Ribeiro     |
| ELF Equipe Renault               | Renault RS10                     | M     | 15  | Jean-Pierre Jabouille |
| Interscope Shadow Racing         | Shadow DN9B-Ford Cosworth DFV    | G     | 18  | Elio De Angelis       |
| Interscope Shadow Racing         | Shadow DN9B-Ford Cosworth DFV    | G     | 19  | Beppe Gabbiani        |
| Olympus Cameras Wolf Racing Team | Wolf WR8-Ford Cosworth DFV       | G     | 20  | Keke Rosberg          |
| Team Merzario                    | Merzario A4-Ford Cosworth DFV    | G     | 24  | Arturo Merzario       |
| Ligier Gitanes                   | Ligier JS11-Ford Cosworth DFV    | G     | 26  | Jacques Laffite       |
| Warsteiner Arrows Racing Team    | Arrows A1-Ford Cosworth DFV      | G     | 29  | Riccardo Patrese      |
| Autodelta                        | Alfa Romeo 179                   | G     | 35  | Bruno Giacomelli      |
| Autodelta                        | Alfa Romeo 177                   | G     | 36  | Vittorio Brambilla    |
| Team Agostini Marlboro           | Williams FW06-Ford Cosworth DFV  | G     | 39  | Giacomo Agostini      |
| Team Agostini Marlboro           | Williams FW06-Ford Cosworth DFV  | G     | 40  | Gimax                 |

## Qualifiche

### Resoconto
Le prove libere e le qualifiche si tennero nella sola giornata del sabato, le prime dalla 10:00 alle 11:30, mentre le seconde tra le 13:00 e le 14:00. Le Ferrari monopolizzarono la prima fila, con Gilles Villeneuve che precedette il neocampione del mondo Jody Scheckter di 32 centesimi; le due vetture italiane avevano colto i tempi migliori anche nelle prove libere del mattino. La seconda fila venne conquistata da Carlos Reutemann e Niki Lauda. Beppe Gabbiani e Patrick Tambay non fecero segnare tempi validi per lo schieramento, col pilota italiano che ruppe il motore della sua Shadow.

### Risultati
Nella sessione di qualifica si è avuta questa situazione:
| Pos | Nº | Pilota             | Costruttore              | Tempo       | Griglia |
| --- | -- | ------------------ | ------------------------ | ----------- | ------- |
| 1   | 12 | Gilles Villeneuve  | Ferrari                  | 1'32"91     | 1       |
| 2   | 11 | Jody Scheckter     | Ferrari                  | 1'33"23     | 2       |
| 3   | 2  | Carlos Reutemann   | Lotus-Ford Cosworth      | 1'33"94     | 3       |
| 4   | 5  | Niki Lauda         | Brabham-Alfa Romeo       | 1'34"80     | 4       |
| 5   | 29 | Riccardo Patrese   | Arrows-Ford Cosworth     | 1'35"25     | 5       |
| 6   | 36 | Vittorio Brambilla | Alfa Romeo               | 1'35"37     | 6       |
| 7   | 20 | Keke Rosberg       | Wolf-Ford Cosworth       | 1'35"68     | 7       |
| 8   | 4  | Jean-Pierre Jarier | Tyrrell-Ford Cosworth    | 1'35"92     | 8       |
| 9   | 14 | Alex-Dias Ribeiro  | Fittipaldi-Ford Cosworth | 1'37"28     | 9       |
| 10  | 39 | Giacomo Agostini   | Williams-Ford Cosworth   | 1'38"55     | 10      |
| 11  | 35 | Bruno Giacomelli   | Alfa Romeo               | 1'39"08     | 11      |
| 12  | 40 | Gimax              | Williams-Ford Cosworth   | 1'40"06     | 12      |
| 13  | 24 | Arturo Merzario    | Merzario-Ford Cosworth   | 1'41"86     | 13      |
| 14  | 18 | Elio De Angelis    | Shadow-Ford Cosworth     | 1'58"62     | 14      |
|     | 8  | Patrick Tambay     | McLaren-Ford Cosworth    | senza tempo | 15      |
|     | 19 | Beppe Gabbiani     | Shadow-Ford Cosworth     | senza tempo | NP      |

## Gara

### Resoconto

Gilles Villeneuve ruppe l'alettone anteriore della sua Ferrari a seguito di un contatto con Niki Lauda.

All'autodromo, per la gara, vi furono quasi 50 000 spettatori.
Gilles Villeneuve prese il comando della gara, seguito da Jody Scheckter. I due compagni di scuderia alla Ferrari mantennero il comando nei primi giri, quando vennero avvicinati da Niki Lauda. L'austriaco, che aveva superato la Lotus di Carlos Reutemann dopo dieci giri, prima passò il sudafricano al sedicesimo passaggio, poi duellò per due giri con il canadese.
Al ventiduesimo giro Lauda passò al comando, ma Villeneuve lo riattaccò alla Tosa: l'austriaco chiuse la traiettoria, tanto che Villeneuve tamponò la Brabham, rompendo l'alettone anteriore della sua Ferrari. Il canadese fu costretto ai box per riparare il danno, perdendo un minuto e rientrando in pista con un giro di ritardo. L'altro ferrarista Scheckter, penalizzato da un problema alla carburazione e dal deterioramento degli pneumatici, poco dopo cedette la seconda piazza a Reutemann.
Lauda si avviò così a vincere la gara, che sarà la sua ultima vittoria prima del ritiro deciso nel corso delle prove del Gran Premio del Canada; si trattò anche dell'ultima vittoria in Formula 1, anche se in una gara non titolata, per una vettura spinta da un motore Alfa Romeo. Reutemann e Scheckter completarono il podio, davanti a Riccardo Patrese, Jean-Pierre Jarier e Keke Rosberg, mentre Villeneuve concluse la sua rimonta piazzandosi al settimo posto, ultimo dei piloti a pieni giri, dopo essersi sdoppiato da Lauda e avere fatto segnare anche il giro più veloce.

### Classifica
I risultati del Gran Premio furono i seguenti:
| Pos | No | Pilota                | Team                     | Giri | Tempo/Ritiro | Griglia |
| --- | -- | --------------------- | ------------------------ | ---- | ------------ | ------- |
| 1   | 5  | Niki Lauda            | Brabham-Alfa Romeo       | 40   | 1h03'55"89   | 4       |
| 2   | 2  | Carlos Reutemann      | Lotus-Ford Cosworth      | 40   | + 8"09       | 3       |
| 3   | 11 | Jody Scheckter        | Ferrari                  | 40   | + 26"22      | 2       |
| 4   | 29 | Riccardo Patrese      | Arrows-Ford Cosworth     | 40   | + 39"76      | 5       |
| 5   | 4  | Jean-Pierre Jarier    | Tyrrell-Ford Cosworth    | 40   | + 47"40      | 8       |
| 6   | 20 | Keke Rosberg          | Wolf-Ford Cosworth       | 40   | + 1'08"33    | 7       |
| 7   | 12 | Gilles Villeneuve     | Ferrari                  | 40   | + 1'14"38    | 1       |
| 8   | 8  | Patrick Tambay        | McLaren-Ford Cosworth    | 39   | + 1 giro     | 15      |
| 9   | 36 | Vittorio Brambilla    | Alfa Romeo               | 39   | + 1 giro     | 6       |
| 10  | 39 | Giacomo Agostini      | Williams-Ford Cosworth   | 39   | + 1 giro     | 10      |
| 11  | 24 | Arturo Merzario       | Merzario-Ford Cosworth   | 38   | + 2 giri     | 13      |
| Rit | 40 | Gimax                 | Williams-Ford Cosworth   | 32   | Frizione     | 12      |
| Rit | 14 | Alex Ribeiro          | Fittipaldi-Ford Cosworth | 26   | Cambio       | 9       |
| Rit | 18 | Elio De Angelis       | Shadow-Ford Cosworth     | 17   | Acceleratore | 14      |
| Rit | 35 | Bruno Giacomelli      | Alfa Romeo               | 4    | Motore       | 11      |
| NP  | 19 | Beppe Gabbiani        | Shadow-Ford Cosworth     |      | Non partito  | 16      |
| NA  | 9  | Hans-Joachim Stuck    | ATS-Ford Cosworth        |      |              |         |
| NA  | 15 | Jean-Pierre Jabouille | Renault                  |      |              |         |
| NA  | 26 | Jacques Laffite       | Ligier-Ford Cosworth     |      |              |         |